# Auchi
Auchi est la seconde commune la plus peuplée de l’État d'Edo au Nigeria. En 2006, sa population s'élève à 150 000 personnes.

## Royaume d'Auchi
Le royaume d'Auchi est une monarchie traditionnelle. Son souverain est appelé l'Otaru d'Auchi. Le 8 janvier est désigné comme la journée Auchi. Cette journée commémorative s'appelait auparavant Uchi Day.

### Liste des Otarus d'Auchi
1. Ikelebe (1819 - 1861)
2. Imoudu Iburogamhe (1872-1884)
3. Idaeo Ikelebe (1884-1905)
4. Odifili (1905)
5. Ikharo Ikelebe (1905-1919)
6. Momoh Idaeo (1919-1944)
7. Momoh Jimah Momoh (1945-1955)
8. Abubakar Keremi Momoh (1955-1970)
9. Alhaji Ahmed Guruza Momoh (1973-1996)
10. Alhaji Aliru H. Momoh (Ikelebe III) (Depuis 1996)